# Тамасская и Оринисская митрополия
Тамасска́я и Орини́сская митропо́лия (греч. Ιερά Μητρόπολις Ταμασού και Ορεινής) — епархии Кипрской православной церкви

## История
После прихода христианства на Кипр Тамассос стал одним из первых греческих православных епископальных кафедр на острове. Его первыми епископами были святой Ираклидий и святой Мнасон. Тамассос пришёл в упадок к X века из-за истощения медных рудников, вследствие чего его экономика оказалась разрушена. Со временем древний античный город был заброшен, а на его месте образовались несколько небольших поселений, таких как Политико и Епископейо. В настоящее время термин Тамассос обозначает область, в которой помимо упомянутых поселений, находятся ещё деревни Псималофу, Пера-Оринис, Эргатес, Кампия, Аналионтас и Капедес.
В 2007 году в соответствии с новым уставом Кипрской православной церкви была образована новая епархия.

## Епископы
древняя кафедра
- Ираклидий (περί τό 49 μ.Χ. κ.ἑ.)
- Мнасон (β΄ μισό I века)
- Родон (β΄ μισό I века)
- неизвестный епископ (упом. 343) участник Сардикийского собора
- Тихон (упом. 381)
- неустановленный епископ (упом. 400) упоминается в письме Феофила Александрйиского
- Епафродит (упом. 451)
- Димитриан (византийский период)
- Македоний (византийский период)
- Василий (византийский период)
- Никита (Айостефанитис) (не позднее 1187 — кон. 1209)
- Осий Нил (кон. 1209)
- Иаков (конец XVI века — 1610-е/1620-е)
- Хрисанф (1791—1797) викарий архиепископа Кипрского

Тамасская и Оринисская митрополия
- Исаия (Киккотис) (с 11 июня 2007)

## Монастыри
- Монастырь Святого Ираклидия
- Монастырь Святого Пантелеймона (Ахерас)
- Ιερό Ησυχαστήριο Αγίου Ιωάννου Θεολόγου